# Ljadski-Tor

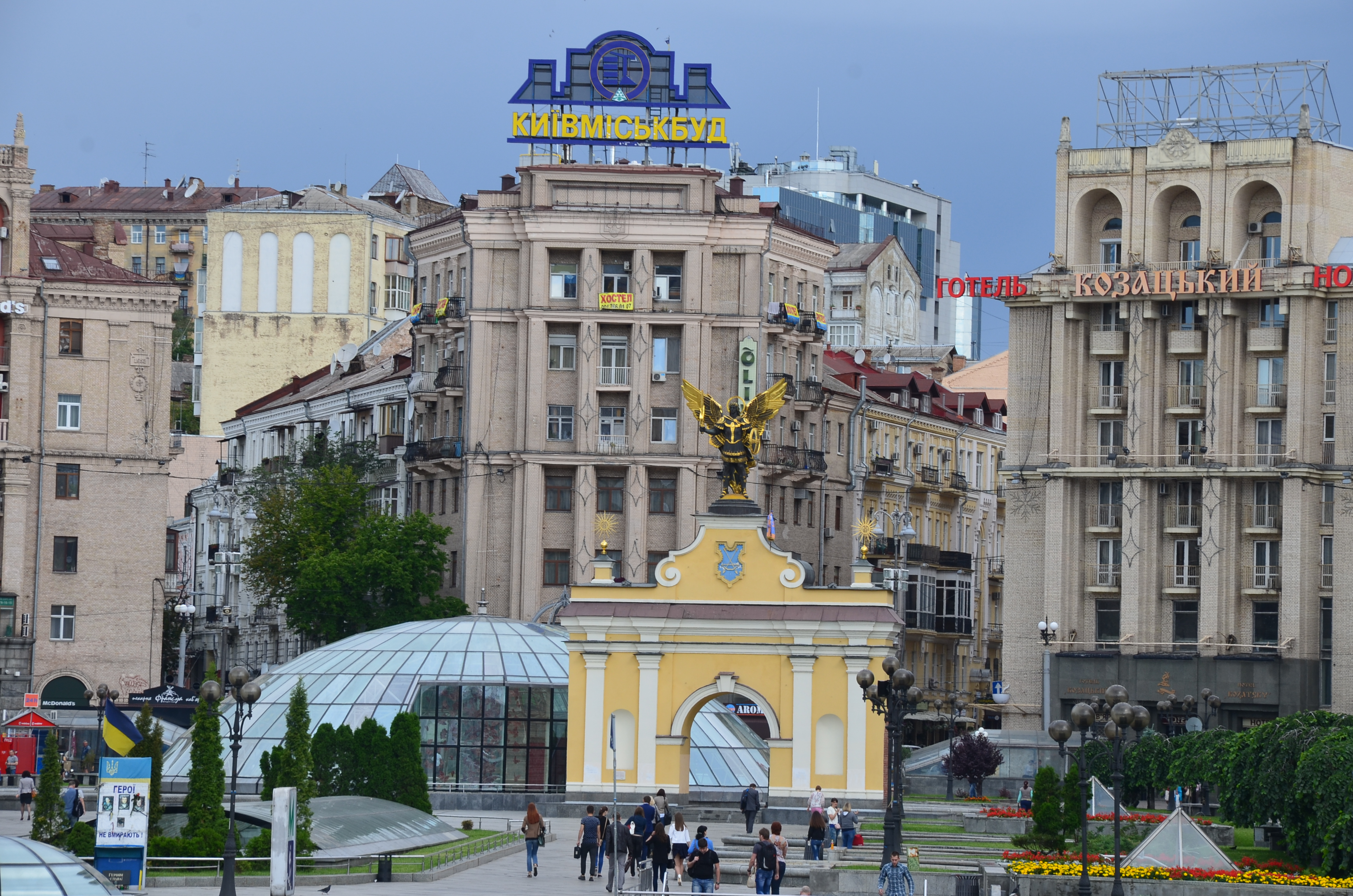
Ljadski-Tor (2016)

Das Ljadski-Tor (ukrainisch Лядські ворота) oder auch Petscherski-Tor (Печерські ворота) ist ein im Jahr 2001 erbautes Denkmal auf dem Majdan Nesaleschnosti, dem zentralen Platz der ukrainischen Hauptstadt Kiew.
Das Ljadski-Tor ist ein Denkmal an das im Mittelalter an dieser Stelle stehenden südöstlichen Stadttor Kiews, bei dem der Weg zum Kiewer Höhlenkloster begann. Das Tor wird von einem Wappen mit Bogen und zwei Pfeilen geziert und seit 2002 von einer Bronzeskulptur des Erzengel Michael, dem Schutzpatron der Stadt Kiew, gekrönt.
Der Bildhauer der Engelsskulptur war der ukrainische Bildhauer Anatolij Kuschtsch, der auch Bildhauer des Unabhängigkeitsdenkmal der Ukraine und des Brunnen der Stadtgründer war, die ebenfalls auf dem Majdan stehen.